# Герман Мазуркевич
Герман Мазуркевич (нім. Hermann Mazurkiewitsch; 12 жовтня 1925) — австрійський боксер легшої ваги.

## Життєпис
У 1948 році виборов звання чемпіона Австрії у легшій вазі.
На літніх Олімпійських іграх 1948 року у Лондоні (Велика Британія) брав участь у змаганнях боксерів легшої ваги. У першому ж колі поступився Педро Каррізо (Уругвай).
На чемпіонаті Європи з боксу 1951 року в Мілані (Італія) дістався півфіналу змагань у легшій вазі, де поступився Джону Келлі (Ірландія), задовольнившись бронзовою медаллю.